# Фалачка
Фалачка или Палатинат је историјска покрајина у Немачкој на средњој Рајни.

## Историја
У почетку део територије салијских Франака, а од 10. века власништво палатинског кнеза Рајнске Области (отуда и назив Палатинат). Од 12. века у поседу династије Хоенштауфена, од 1155. постала је грофовија. Године 1214. преузела ју је баварска династија Вителсбах и припојила јој (1329) своја имања око Регенсбурга, формиравши тако Горњи Палатинат на територији Баварске. Од половине 14. века Фалачка је била изборна кнежевина. Универзитет је основан у Хајделбергу 1386. године за време првог изборног кнеза Рупрехта I. Након смрти Рупрехта III (1410) његови наследници су област Фалачке поделили између себе, тако да је од 15. до 17. века настало неколико огранака династије Вителсбах. 1559. године част изабраног кнеза припала је огранку Палатинат-Симерн (до 1685). Спор око наслеђа довео је до Фалачког рата (1688–97). За Максимилијана I Јосипа 1799. године, сви првобитни поседи Вителсбаха поново су спојени, али већ 1801, немачко-француским миром у Линевилу, део Палатината на левој обали Рајне припадао је Француској, а део на десној обали Рајне Бадену и Хесен-Дармштату.